# Pa' callar tus penas
Pa' callar tus penas es una canción escrita e interpretada por la cantante y compositora chilena Cami incluida en su álbum debut Rosa (2018). Fue lanzada el 6 de diciembre del 2018 como el séptimo sencillo de su álbum debut.

## Antecedentes y lanzamiento
La canción es parte del primer álbum de Cami, Rosa. Su videoclip fue lanzado el 6 de diciembre de 2018. La canción tuvo un éxito moderado en Chile debutando en el puesto número 48 en la lista Chile Single Charts, siendo este su mayor peak en dicha lista y lo obtuvo antes de que la canción fuera lanzada como single. La canción permaneció 12 semanas en la lista. 

## Vídeo musical
En el vídeo se nos muestra a una chica (Camila) que trata de llamar la atención del chico que ella ama. En este video, ambos sanan sus heridas mutuamente. El guion del vídeo fue hecho por la cantante y Sebastián Soto Chacón, también director del vídeo.
Además, existe en su canal de YouTube su presentación de esta canción en su concierto en el Movistar Arena, en el que el público destaca por cantar con ella la canción, y deslumbra con su voz.

## Créditos
- Interpretación: Cami
- Escrita por: Cami
- Producida por: Sebastián Krys

## Posición en listas
| Año  | Máxima posición |
| Año  | CHI             |
| ---- | --------------- |
| 2018 | 48              |